# Robinson Reichel

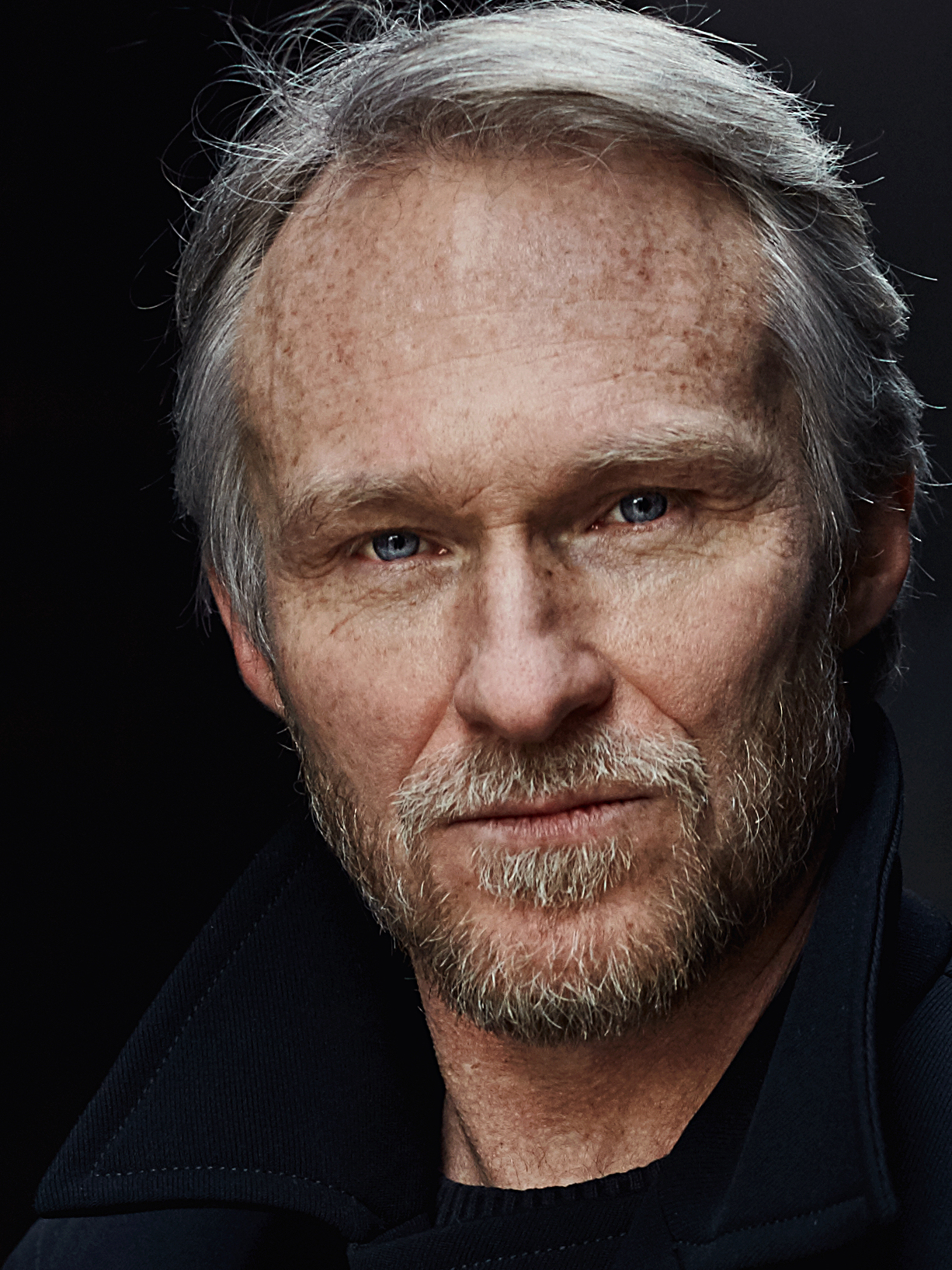
Robinson Reichel (2017)

Robinson Alexander Nikolaus Reichel (* 16. Mai 1966 in München) ist ein deutscher Schauspieler und Synchronsprecher.

## Leben und Wirken
Robinson Reichel wuchs in seinem Geburtsort München als Sohn des Schauspieler-, Regisseurs- und Theaterleiterpaares Irmhild Wagner und Horst A. Reichel auf. Nach dem Abitur mit den Schwerpunkten Englisch und Sport, das er 1987 am Lion-Feuchtwanger-Gymnasium München ablegte, absolvierte er von 1987 bis 1989 ein Schauspielstudium am Zinner Studio in München. Anschließend studierte er einige Semester Philosophie an der Münchner Ludwig-Maximilians-Universität. Im Jahr 1997 absolvierte er ein Film- und Kameratraining am Hollywood Acting Workshop in Los Angeles. 2007 nahm er in Los Angeles bei MK Lewis an einem Camera Acting Workshop teil und bei Steven Memel an einem Sprech- und Gesangs-Workshop.
Als Dreijähriger stand Reichel zum ersten Mal mit seinen Eltern vor einer Filmkamera. Während seiner Schulzeit hatte er etliche weitere Fernsehauftritte, unter anderem in der bekannten Kinderfernsehserie Rappelkiste, 1977 als Enkel Martin Eichholz in der ARD-Vorabendserie Eichholz und Söhne an der Seite von Brigitte Horney, Werner Hinz, Michael Hinz und Knut Hinz und 1979 als Enkel von Rudolf Schündler in der Serie Unternehmen Rentnerkommune. Aus dieser Zeit datiert auch die erste Hörfunkarbeit Familienbande, eine Serie für den Bayerischen Rundfunk, in der er, seine Eltern und Marion Kracht als Schwester in improvisierten Kurzhörspielen den Alltag und die Probleme einer jungen Familie porträtierten. Seine erste Fernseh-Hauptrolle hatte er 1979 mit der Rolle des Jet in dem ARD-Dreiteiler Das verbotene Spiel.
Als Erwachsener entwickelte Reichel sich immer mehr zum Krimi-„Spezialisten“ und spielte regelmäßig in bekannten Fernsehkrimi-Reihen und -Serien wie Tatort, Polizeiruf 110, Peter Strohm, Derrick, Der Alte, Ein Fall für zwei, SOKO München, Siska oder Balko, wurde aber auch in den historischen Produktionen Löwengrube und Der Laden besetzt. Dem breiten Fernsehpublikum wurde er bekannt als Partner von Winfried Glatzeder im Berliner Tatort, in dem er von 1996 bis 1998 in zwölf Filmen den russischstämmigen Kommissar Michael Zorowski spielte. Seine bekannteste Kinofilmrolle spielte er als Joe in Der Schuh des Manitu (2001) und trat unter anderem in den Filmen Amen. (2002), Das Jesus Video (2003) und Der Seewolf (2008) auf. Reichel arbeitet auch als Synchronsprecher; unter anderem ist er die deutsche Stimme von Ioan Gruffudd als Reed Richards aka Mr. Fantastic in Fantastic Four (2005) und Fantastic Four: Rise of the Silver Surfer (2007). Im elterlichen Privattheater Theater44 in München spielte er unter anderem die Rolle des Dennis Cain in Ausgestiegen; Hiergeblieben! von Willy Russell.
Robinson Reichel lebt in München.

## Filmografie (Auswahl)

### Schauspieler
- 1978: Unternehmen Rentnerkommune
- 1985: Die Krimistunde (Fernsehserie, Folge 19, Episode: „Dicker als Wasser“)
- 1989: Derrick (Fernsehserie, Folge „Rachefeldzug“)
- 1991: Derrick (Fernsehserie, Folge „Ein stiller Mord“)
- 1993: Derrick – Ein sehr trauriger Vorgang
- 1996–1998: Tatort Roiter und Zorowski (KK Michael Zorowski)
- 1998: Der Laden
- 2001: Der Schuh des Manitu
- 2002: Der Alte (Fernsehserie), Folge 280: Der Bruch (erstausgestrahlt 2003)
- 2002: Der Stellvertreter
- 2003: Der Alte (Fernsehserie), Folge 283: Das Testament des Dr.Z.
- 2003: Der Alte (Fernsehserie), Folge 285: Alles oder nichts
- 2003: Doppelter Einsatz – Heiße Fracht
- 2004: Siska
- 2005: Willkommen daheim
- 2007: Die Rosenheim-Cops – Fisslers Flucht
- 2008: Der Seewolf
- 2008: Polizeiruf 110 – Wie ist die Welt so stille
- 2009: SOKO München – Pfadfinder
- 2011: Sturm der Liebe
- 2014: Donna Leon – Reiches Erbe
- 2014: Die Rosenheim-Cops – Der Tote hinter der Tonne
- 2015: Der Pfad
- 2015: SOKO Stuttgart – Tabu
- 2017: Morden im Norden – Angst
- 2017: Alarm für Cobra 11 – Die Autobahnpolizei – Der Königsmörder
- 2018: T-34
- 2018: Die Chefin – Der Neue

### Synchronsprecher
- 2007: Für Ioan Gruffudd in Fantastic Four: Rise of the Silver Surfer als Reed Richards
- 2008: Für Mark Gatiss in Poirot (Fernsehserie) als Leonard Boynton
- 2010: Für Adam Johnson in Frozen – Eiskalter Abgrund als Rifkin
- 2011: Für Ioan Gruffudd in Sanctum als Carl Hurley
- 2015: Für Carsey Walker Jr. in Law & Order: Special Victims Unit (Fernsehserie) als LMZ–Typ #2
- 2016: Für Quinton Aaron in My First Miracle als Brandon
- 2018: Für Ryûsei Nakao in One Piece als Caesar Crown